# Černovous
Edward Teach či Edward Thatch, známý jako Blackbeard – Černovous (okolo 1680 Bristol – 22. listopadu 1718 Ocracoke) byl obávaný anglický pirát působící v oblasti Karibiku a anglických severoamerických kolonií na počátku 18. století.
Pirátem se stal nejpozději v roce 1716, kdy vstoupil do služeb obávaného piráta Benjamina Hornigolda a rychle se stal velitelem jedné z jeho šalup. Když Hornigold skončil s pirátstvím, Černovous se osamostatnil a postupně vybudoval obávanou pirátskou flotilu, která v době své největší slávy sestávala z jeho vlajkové lodi – fregaty Queen Anne's Revenge (Pomsta královny Anny), brigy, sedmi šalup a několika menších plavidel. Ovšem 10. června 1718 Queen Anne's Revenge najela na mělčinu u severokarolinských břehů, je přitom vysoce pravděpodobné, že ztroskotání úmyslně způsobil Černovous sám, aby získal záminku pro následné rozpuštění své flotily. Poté přijal pardon od anglického krále, opustil pirátství a snad se i oženil.
Černovous však brzy zjistil, že život spořádaného občana není pro něj, zároveň je také možné, že si nebyl jistý, zda mu pardon poskytuje dostatečnou ochranu – každopádně se již v srpnu vrátil na dráhu piráta. Než ji však stihl znovu rozjet, byl 22. listopadu 1718 na svém kotvišti u ostrova Ocracoke zaskočen a zabit muži poručíka Maynarda, který jej z pověření britské vlády pronásledoval.

## Osobnost
Byl to inteligentní a společenský muž s přirozenou autoritou, který si rychle uvědomil, že je důležitá i jistá forma osobní image. V podstatě o sobě nechal šířit děsivé historky, které však vůbec nebyly pravdivé. Ovšem nejsou známy žádné historické zdroje, které dokazovaly jeho krutost a bezcitnost. Tak vznikl obraz Černovouse jako krutého a obávaného piráta, ale údajně to byl v soukromí laskavý a klidný muž. Jeden z přeživších z Černovousem vydrancované lodi ho popsal jako vysokého, štíhlého muže se širokými rameny a dlouhými černými vousy, které si svazoval černými stuhami. Často je vyobrazován s černým kabátem a černými botami pod kolena.

## Námořník v anglických službách
Než se stal pirátem, sloužil jako námořník v královském námořnictvu během války nazývané válka královny Anny, která skončila v roce 1713. Svou pirátskou kariéru začínal roku 1716 na ostrově New Providence.

## Kariéra piráta

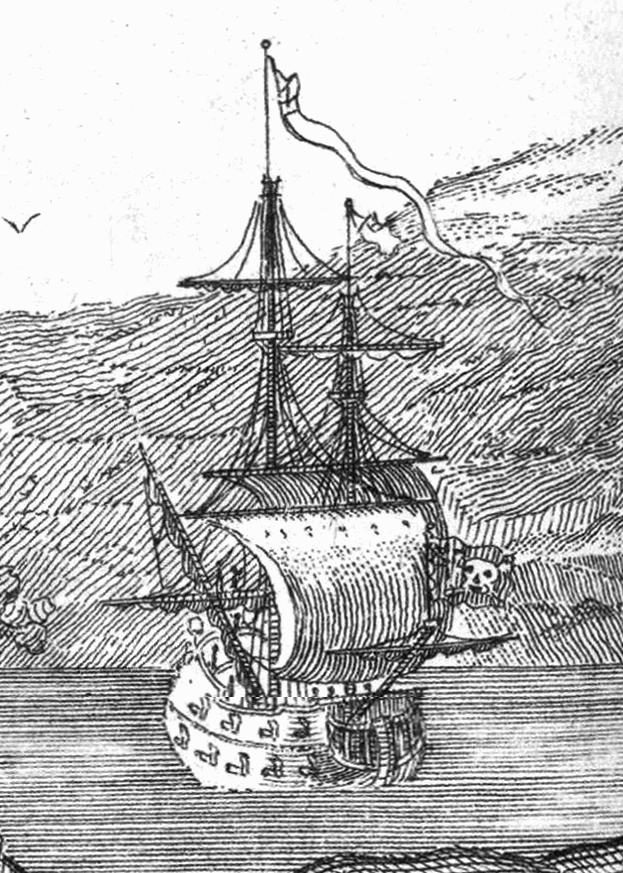
Pomsta královny Anny

Nejznámější vlajka připisovaná Černovousovi, kterou však zřejmě nikdy nepoužíval

Teachova vlajka podle popisu Thomase Knighta

Po válce se dostal na New Providence v Bahamách. Tam se setkal s Benjaminem Hornigoldem, který ho učinil členem své posádky. Po nějaké době si Hornigold všiml jeho vůdcovských schopností a svěřil mu jednu ze svých lodí. Dne 28. listopadu 1717 zaútočil u pobřeží Svatého Vincence na francouzskou otrokářskou loď se jménem La Concorde. Zajal ji a přejmenoval na Pomstu královny Anny (Queen Anne's Revenge), poté z ní udělal svoji vlajkovou loď a vybavil 40 děly. Posádce z La Concorde nechal menší ze svých dvou šalup. Pomsta královny Anny Černovousovi později pomohla umocnit status nejobávanějšího piráta.
Poté s ní zaútočil na loď Great Allen, kterou vyplundroval, zapálil a poslal ke dnu. Tento incident byl zaznamenán v The Boston News-Letter, tam také popisují, jak zaútočil s Pomstou královny Anny, šalupou Adventure a neznámou brigantinou. O této třetí lodi se ovšem nic neví.

### Blokáda Charlestonu
Na konci května 1718 se jeho flotila objevila u vjezdu do přístavu Charleston v Jižní Karolíně. Všechny lodě, které projížděly ven i dovnitř, byly vydrancovány. Jednou z asi devíti lodí byla nenápadná loď Crowley. Po bližším prohlédnutí zde jeho posádka našla člena rady provincie Karolíny Samuela Wragga. Protože potřebovali léky, tak si ho na lodi nechali jako zálohu.

### Poslední bitva

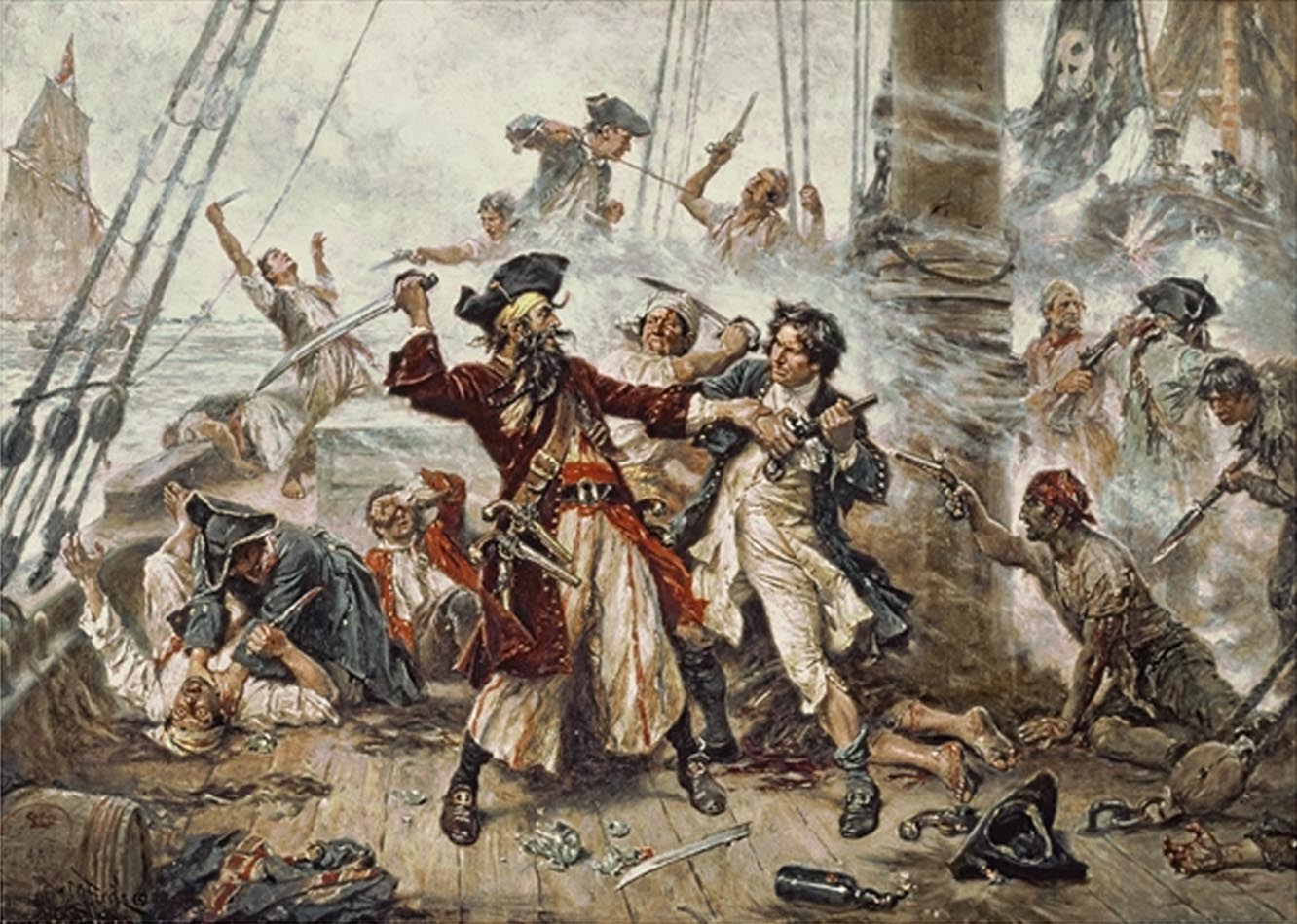
Poslední bitva

Dne 21. listopadu 1718 našel poručík Maynard jeho flotilu v Ocracokské zátoce. Měl zjistit její pozici, ale chtěl zaútočit až další den. Nechal na obou svých šalupách hlídky, aby Teach nemohl na širé moře.

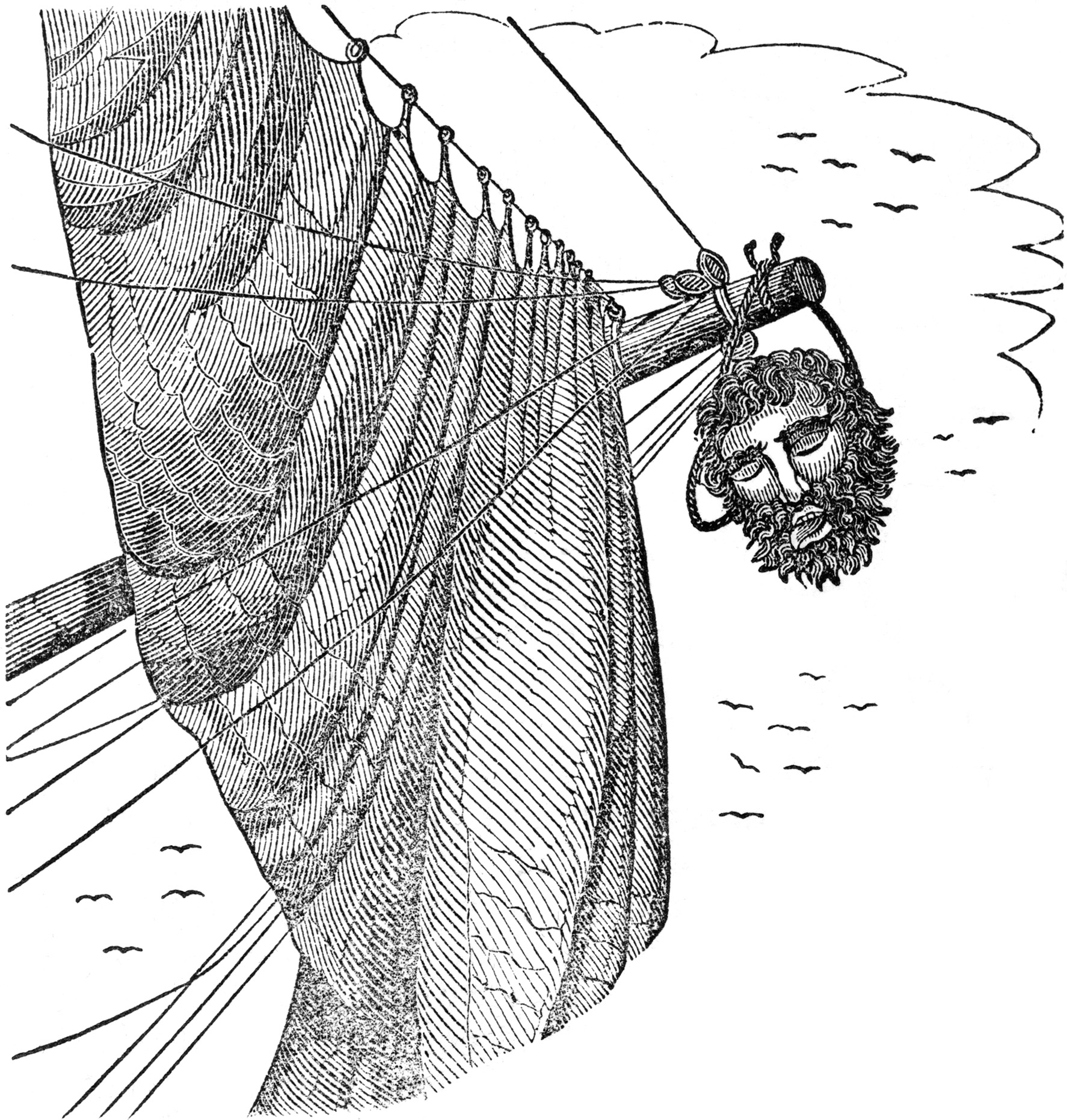
Teachova hlava

Za svítání chtěl Maynard zaútočit nenápadně, ale na Adventure je spatřil Teachův důstojník Israel Hands, který byl Černovousova pravá ruka. Teach uřízl kotevní lano a dal povel k vypálení salvy z děl. Maynardova šalupa Jane byla těžce poškozena a 20 členů posádky zemřelo, Ranger ztratil 9 členů. Další vývoj bitvy není úplně jistě znám. Ale když Teach zahákoval Maynardovu šalupu, Maynard vzal skoro celou posádku do podpalubí. Nato zaútočili. Člen Maynardovy posádky v okamžiku, když už Teach skoro zabil Maynarda, zabodl šavli do Černovousových zad.
Černovous zemřel dvaceti bodnými a pěti střelnými ranami. Maynard nechal useknout Teachovu hlavu a pověsil ji na stěžen. Říká se, že když vyhodili jeho tělo přes palubu, obeplulo několikrát loď – někde se uvádí dvakrát, někde i sedmkrát – ovšem je to jen pověst.

## Zajímavosti

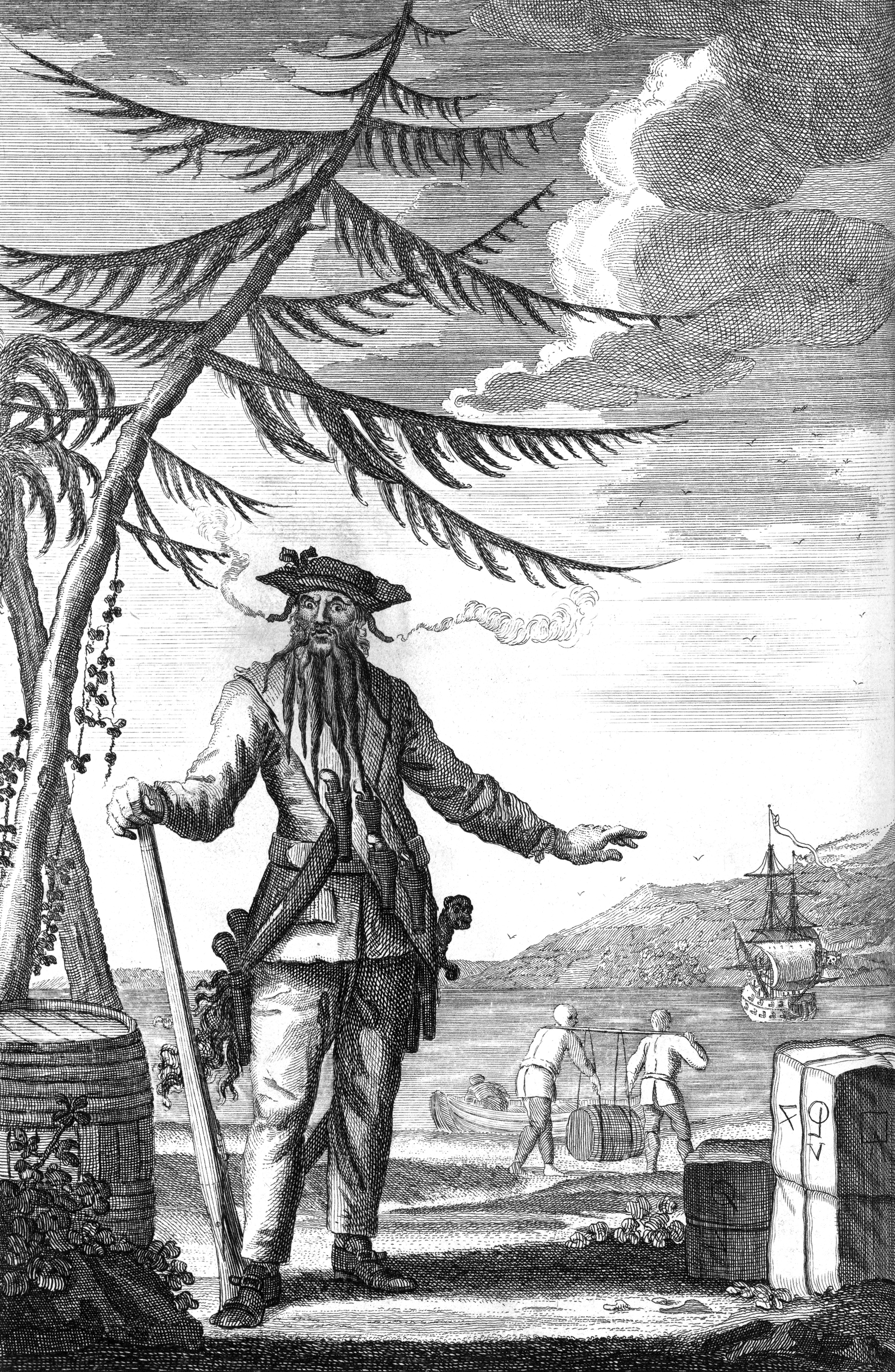
Černovous

- Pro vládu byl takovým problémem, že mu několikrát nabídla milost, pokud se stane spořádaným občanem. Černovous to i jednou zkusil, ale zanedlouho se vrátil zpět k pirátskému řemeslu.[3]
- Ve filmu Piráti z Karibiku na vlnách podivna ho ztvárnil Ian McShane.[4]
- Černovousova potopená loď Pomsta královny Anny byla nalezena na východním americkém pobřeží v roce 1996.[5]

- Postava Černovouse se objevila také ve videohře Assassin's Creed IV: Black Flag.[6]
- Černovous je jednou z hlavních postav seriálu Vlajka smrti, kde ho ztvárnil Taika Waititi.[7]